# Arciprestazgo de Grazalema-Ubrique
El Arciprestazgo de Grazalema-Ubrique es un arciprestazgo español que está bajo la jurisdicción del Obispado de Asidonia-Jerez y está compuesto por las siguientes parroquias:
| Población               | Parroquia                                   |
| ----------------------- | ------------------------------------------- |
| Prado del Rey           | Iglesia de Nuestra Señora del Carmen        |
| El Bosque               | Iglesia de Nuestra Señora de Guadalupe      |
| Benamahoma              | Iglesia de San Antonio                      |
| Grazalema               | Iglesia de Nuestra Señora de la Encarnación |
| Villaluenga del Rosario | Iglesia de San Miguel                       |
| Benaocaz                | Iglesia de San Pedro                        |
| Ubrique                 | Iglesia de Nuestra Señora de la O           |